# 52.º Prêmio Jabuti
O 52º Prêmio Jabuti foi realizado em 2010, premiando obras literárias referentes a lançamentos de 2009.

## Prêmios
Os premiados foram:
| Categoria                                                | Obra                                                                         | Autor | Editora                          |
| Livro do Ano Ficção                                      | Leite derramado                                                              | Chico Buarque de Hollanda | Companhia das Letras             |
| Livro do Ano Não Ficção                                  | O tempo e o cão                                                              | Maria Rita Kehl | Boitempo                         |
| Tradução                                                 | O leão e o chacal mergulhador                                                | Mamede Mustafa Jarouche | Globo                            |
| Tradução                                                 | Canção do Venerável                                                          | Carlos Alberto Fonseca | Globo                            |
| Tradução                                                 | Trabalhar Cansa                                                              | Maurício Santana Dias | Cosacnaify                       |
| Arquitetura e urbanismo, fotografia, comunicação e artes | Athos Bulcão                                                                 | Valéria Maria Lopes Cabral | Fundação Athos Bulcão            |
| Arquitetura e urbanismo, fotografia, comunicação e artes | Brasiliana Itaú: uma grande coleção dedicada ao Brasil                       | Pedro Corrêa do Lago | Capivara                         |
| Arquitetura e urbanismo, fotografia, comunicação e artes | Ética, jornalismo e nova mídia: uma moral provisória                         | Caio Túlio Costa | Zahar                            |
| Teoria / Crítica literária                               | A clave do poético                                                           | Benedito Nunes | Companhia das Letras             |
| Teoria / Crítica literária                               | O controle do imaginário & a afirmação do romance                            | Luiz Costa Lima | Companhia das Letras             |
| Teoria / Crítica literária                               | Cinzas do espólio                                                            | Ivan Junqueira | Record                           |
| Projeto gráfico                                          | Igreja e Convento de São Francisco da Bahia                                  | Carinal Flexor e Renata Kalid | Versal / Odebrecht               |
| Projeto gráfico                                          | Alice no País das Maravilhas: edição de colecionador                         | Paulo André Chagas e Luciano Facchini | Cosacnaify                       |
| Projeto gráfico                                          | Rico Lins: uma gráfica de fronteira                                          | Rico Lins | Solisluna / Design               |
| Ilustração de livro infantil ou juvenil                  | Já Já: a história de uma árvore apressada                                    | Paulo Rea | Ática                            |
| Ilustração de livro infantil ou juvenil                  | O lobo                                                                       | Nair Elisabeth da Silva Teixeira | Manati                           |
| Ilustração de livro infantil ou juvenil                  | Marginal à esquerda                                                          | Angela-Lago | RHJ                              |
| Ilustração de livro infantil ou juvenil                  | O tamanho da gente                                                           | Manoel Veiga | Autêntica                        |
| Ilustração de livro infantil ou juvenil                  | O passarinho que não queria ser cantor                                       | Luiz Maia | Salamandra                       |
| Ciências Exatas, tecnologia e informática                | Obra científica de Mario Schönberg: volume 1 – 1936 a 1948                   | Amélia Império Hamburger | Edusp                            |
| Ciências Exatas, tecnologia e informática                | Linguagens formais: teoria, modelagem e implementação                        | Marcus Vinícius Midena Ramos, João José Neto e Ítalo Santiago Veja                                                                                | Bookman                          |
| Ciências Exatas, tecnologia e informática                | Química verde: fundamentos e aplicações                                      | Vânia Gomes Zuin e Arlene G. Corrêa | Edufscar                         |
| Educação, psicologia e psicanálise                       | O tempo e o cão                                                              | Maria Rita Kehl | Boitempo                         |
| Educação, psicologia e psicanálise                       | Cadernos sobre o Mal                                                         | Birman | Civilização Brasileira           |
| Educação, psicologia e psicanálise                       | Brasil arcaico, escola nova: ciência, técnica & utopia nos anos 1920–1930    | Carlos Monarcha | Unesp                            |
| Reportagem                                               | O leitor apaixonado: prazeres à luz do abajur                                | Ruy Castro | Companhia das Letras             |
| Reportagem                                               | Olho por olho: os livros secretos da ditadura                                | Lucas Figueiredo | Record                           |
| Reportagem                                               | Conversas de cafetinas                                                       | Sérgio Maggio | Arquipélago                      |
| Didático e paradidático                                  | Uma história da cultura afro-brasileira                                      | Walter Fraga e Wlamyra R. de Albuquerque | Moderna                          |
| Didático e paradidático                                  | Coleção Gira Mundo                                                           | Gilberto Soares dos Santos | Uninter                          |
| Didático e paradidático                                  | Almanaque dos sentidos                                                       | Carla Caruso | Moderna                          |
| Economia, administração e negócios                       | Trabalho flexível, empregos precários?: uma comparação Brasil, França, Japão | Nadya Araújo Guimarães, Helena Hirata e Kurumi Sugita                                                                                             | Edusp                            |
| Economia, administração e negócios                       | Os anos de chumbo: economia e política internacional nos entreguerras        | Frederico Mazzuchelli | Unesp                            |
| Economia, administração e negócios                       | Biocombustíveis: energia da controvérsia                                     | Ricardo Abramovay | Senac SP                         |
| Direito                                                  | A Constituição na vida dos povos: da Idade Média ao Século XXI               | Dalmo de Abreu Dallari | Saraiva                          |
| Direito                                                  | Direito nas companhias – volume 1 e 2                                        | Alfredo Lamy Filho e José Luiz Bulhões Pedreira                                                                                                   | GEN / Forense                    |
| Direito                                                  | Curso de direito tributário: Constituição e código tributário nacional       | Regina Helena Costa | Saraiva                          |
| Biografia                                                | Nem vem que não tem: a vida e o veneno de Wilson Simonal                     | Ricardo Alexandre | Globo                            |
| Biografia                                                | Padre Cícero: poder, fé e guerra no Sertão                                   | Lira Neto | Companhia das Letras             |
| Biografia                                                | Bendito Maldito: uma biografia de Plínio Marcos                              | Oswaldo Mendes | Leya                             |
| Biografia                                                | In Memoriam Euclides da Cunha: uma odisseia nos trópicos                     | Frederic Amory | Ateliê                           |
| Capa                                                     | O resto é ruído: escutando o século XX                                       | retina78 | Companhia das Letras             |
| Capa                                                     | Salas e abismos                                                              | Zot Design, Rara Dias, Ana Carolina Carneiro e Paula Delecave                                                                                     | Cosacnaify                       |
| Capa                                                     | Os espiões                                                                   | Rodrigo Rodrigues | Objetiva                         |
| Poesia                                                   | Passageira em trânsito                                                       | Marina Colasanti | Record                           |
| Poesia                                                   | Sangradas escrituras                                                         | Reynaldo Jardim Silveira | Starprint                        |
| Poesia                                                   | Ler                                                                          | Armando Freitas Filho | Companhia das Letras             |
| Ciências Humanas                                         | Viver em risco                                                               | Lucio Kowarick | 34                               |
| Ciências Humanas                                         | A luta pela anistia                                                          | Haike R. Kleber da Silva | Unesp / Imprensa Oficial         |
| Ciências Humanas                                         | Um enigma chamado Brasil                                                     | André Botelho e Lilia Moritz Schwarcz | Companhia das Letras             |
| Ciências Naturais e Ciências da Saúde                    | Clínica médica                                                               | Milton de Arruda Martins, Flair José Carrilho, Venâncio Avancini Ferreira Alves, Euclides Ayres de Castilho, Giovanni Guido Cerri e Chão lung Wen | Manole / Medicina USP / HC FMUSP |
| Ciências Naturais e Ciências da Saúde                    | Manual de diagnósticos e tratamento para o residente de cirurgia             | Manlio Basilio Speranzini, Claudio Roberto Deutsch e Osmar Kenji Yagi                                                                             | Atheneu                          |
| Ciências Naturais e Ciências da Saúde                    | Medicina laboratorial para o clínico                                         | Santiago Erichsen, Luciana de Gouvêa Viana, Rosa Malena Delbone de Faria e Silvana Maria Eloi Santos                                              | Coopmed                          |
| Contos e crônicas                                        | Eu perguntei pro velho se ele queria morrer (e outras estórias de amor)      | José Rezende Jr. | 7Letras                          |
| Contos e crônicas                                        | A máquina de revelar destinos não cumpridos                                  | Vário do Andaraí | Dimensão                         |
| Contos e crônicas                                        | Paulicéia dilacerada                                                         | Mário Chamie | Funpec – RP                      |
| Contos e crônicas                                        | In Memoriam crônicas inéditas 2                                              | Manuel Bandeira | Cosacnaify                       |
| Infantil                                                 | Os herdeiros do lobo                                                         | Nelson Cruz | SM                               |
| Infantil                                                 | Carvoeirinhos                                                                | Roger Mello | Companhia das Letras             |
| Infantil                                                 | A visita dos 10 monstrinhos                                                  | Ângela | Lago / Companhia das Letras      |
| Juvenil                                                  | Avó Dezanove e o segredo soviético                                           | Ondjaki | Companhia das Letras             |
| Juvenil                                                  | Marginal à esquerda                                                          | Ângela | Lago / RHJ                       |
| Juvenil                                                  | Sofia e outros contos                                                        | Luiz Vilela | Saraiva                          |
| Romance                                                  | Se eu fechar os olhos agora                                                  | Edney Silvestre | Record                           |
| Romance                                                  | Leite derramado                                                              | Chico Buarque | Companhia das Letras             |
| Romance                                                  | Os espiões                                                                   | Luis Fernando Veríssimo | Objetiva                         |
| Tradução Espanhol-Português                              | Purgatório                                                                   | Bernardo Ajzenberg | Companhia das Letras             |
| Tradução Espanhol-Português                              | Três tristes tigres                                                          | Luís Carlos Cabral | José Olympio                     |
| Tradução Espanhol-Português                              | Cem anos de solidão                                                          | Eric Nepomuceno | Record                           |

## Ver Também
- Prêmio Prometheus
- Os 100 Livros Que mais Influenciaram a Humanidade
- Nobel de Literatura